# カンブリック

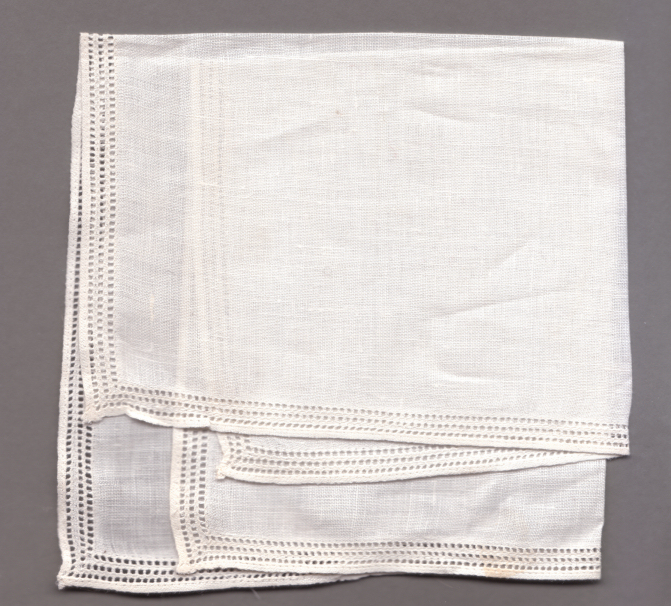
Batist

カンブリック（英語: cambric）あるいはキャンブリック、シャンブレー（英語: chambray）は、薄手で軽量の綿または亜麻織物。密に織られた丈夫な生地であり、熱と圧力を加えるカレンダリング加工 (Calendering) により表面に光沢がある。レースや刺繍に用いられ、ハンカチとしても使われる。
「カンブリック」の名は、この綿織物が最初に作られたフランス北部の都市カンブレーを由来としており、起源は1595年までさかのぼることができる。なお、「カンブリック」はイギリスでの名称で、他地域ではバティスト（フランス語: batiste）などの名で呼ばれる。
現在のカンブリックは、エジプトまたはアメリカの綿、あるいは亜麻から作られ、合成繊維を材料とすることもある。
イギリスの民謡「スカボロー・フェア」ではtell her to make me a cambric shirt, parsley, sage, rosemary, and thymeと唄われている。